# Cascades del Niàgara

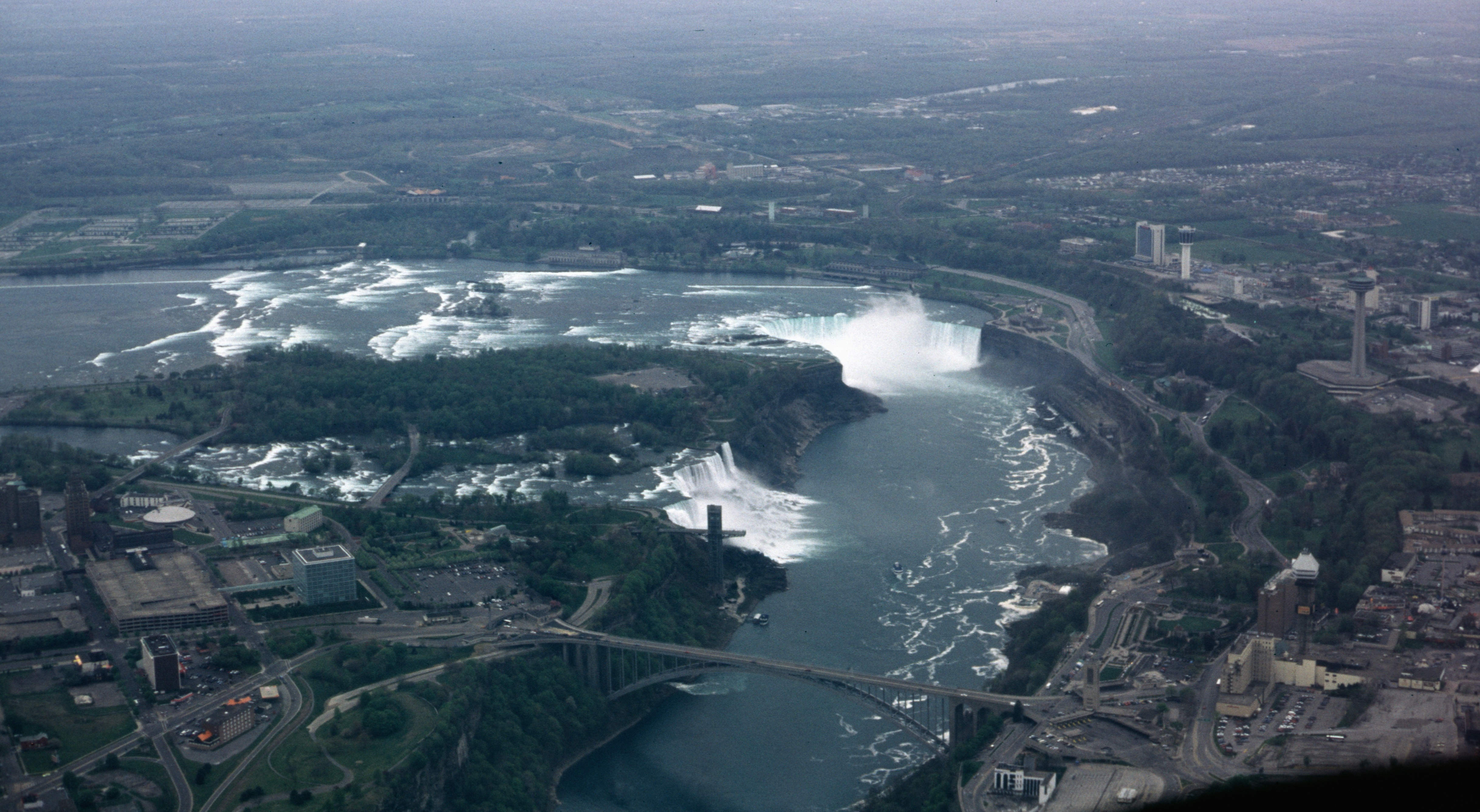
Vista aèria del conjunt de les cascades del Niàgara a la frontera entre els EUA (riba dreta, a l'esquerra de la foto) i el Canadà (riba esquerra, a la dreta de la foto)

Les cascades del Niàgara (en anglès Niagara Falls) són un grup de grans salts d'aigua del riu Niàgara (56 km) en la zona oriental de l'Amèrica del Nord, a la frontera entre els Estats Units i el Canadà. Niàgara deriva del nom del poble Ongniaahra, de la tribu índia iroquesa que significa 'punt de terra tallat en dos'.

## Toponímia
Les teories difereixen quant a l'origen del nom de les cascades. La paraula nativa americana Ongiara significa aigua tronadora; El New York Times ho va utilitzar el 1925. Segons l'estudiós iroquesa Bruce Trigger, Niàgara deriva del nom donat a una branca de la Confederació Neutral nativa local, que es descriu com el poble Niagagarega en uns quants mapes francesos de finals del segle xvii de la zona. Segons George R. Stewart, prové del nom d'una ciutat iroquesa anomenada Onguiaahra, que significa punt de terra tallat en dos. El 1847, un intèrpret iroquesa va declarar que el nom venia de Jaonniaka-re, que significa punt sorollós. Per als mohawks, el nom fa referència a el coll, pronunciat onyara; el port o coll de terra entre els llacs Erie i Ontario onyara.

## Característiques

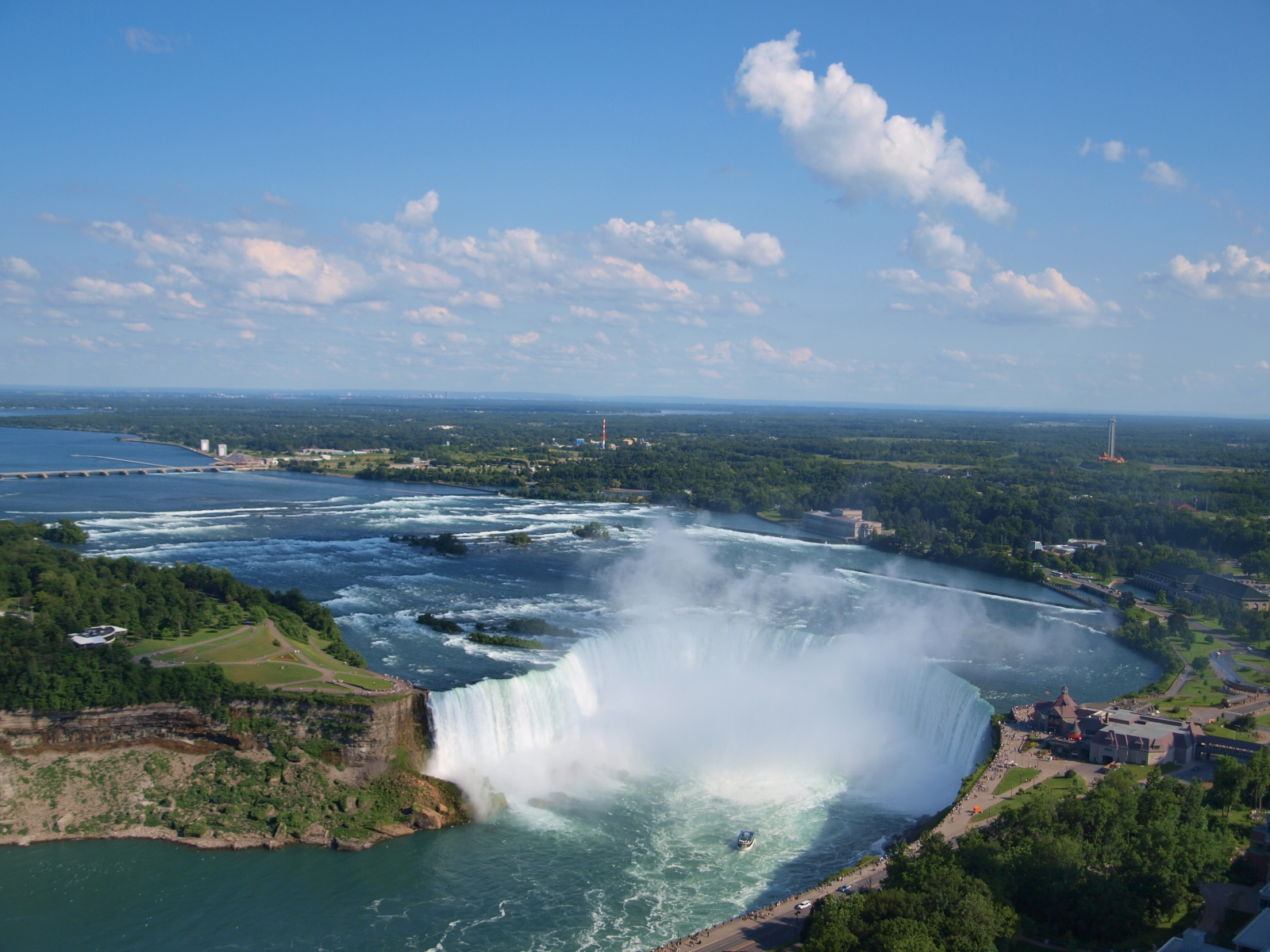
Canadian Horseshoe Falls a la dreta

Horseshoe Falls té uns 57 m d'alçada, mentre que l'alçada de les cascades americanes varia entre 21 i 30 m a causa de la presència de blocs gegants a la seva base. Les cascades de ferradura més grans són d'uns 790 m d'ample, mentre que les cascades americanes fan 320 m d'ample. La distància entre l'extremitat estatunidenca de les cascades del Niàgara i l'extrem canadenc és de 1039 m.
El flux màxim sobre les cascades Horseshoe es va registrar a 6400 m3 per segon. El cabal mitjà anual és de 2400 m3 per segon. Atès que el flux és una funció directa de l'elevació de l'aigua del llac Erie, normalment arriba a finals de primavera o principis d'estiu. Durant els mesos d'estiu, almenys 2800 m3 per segon d'aigua travessa les cascades, un 90% de les quals passa per Horseshoe Falls, mentre que el saldo es desvia cap a instal·lacions hidroelèctriques i després cap a American Falls i Bridal Veil Falls. Això s'aconsegueix mitjançant l'ús d'un dipòsit, la presa de control internacional, amb portes mòbils aigües amunt de Horseshoe Falls.

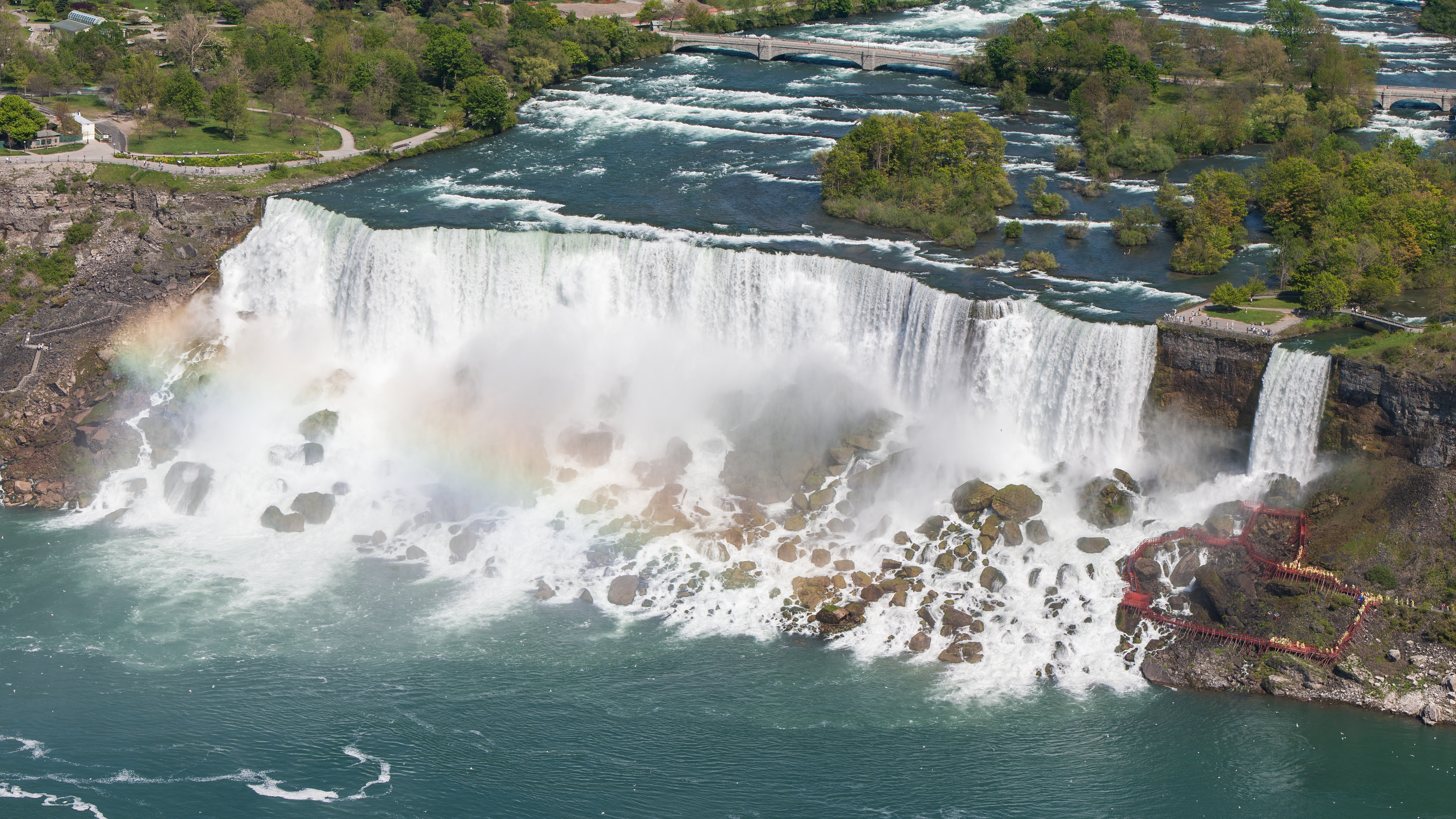
American Falls (cascada gran al centre-esquerra) i Bridal Veil Falls (dreta)

El cabal d'aigua es redueix a la meitat a la nit i durant els mesos d'hivern de baixa temporada turística i només assoleix un cabal mínim de 1400 m3 per segon. El desviament de l'aigua està regulat pel Tractat del Niàgara de 1950 i és administrat per la Junta Internacional de Control del Niàgara. El color verd verd de l'aigua que flueix sobre les cascades del Niàgara és un subproducte de les 60 tones/minut estimades de sals dissoltes i farina de roca (roca molt finament mòlta) generades per la força erosiva del riu Niàgara.
El riu Niàgara és una zona important d'aus pel seu impacte sobre les gavines de Bonaparte, les gavines Delaware i les gavines argentades. Diversos milers d'ocells migren i hivernen als voltants.
Comprenen tres salts d'aigua diferenciats: la cascada de la Ferradura o canadenca (en anglès Horseshoe Falls o Canadian Falls), a la província d'Ontario; la cascada estatunidenca o American Falls, a l'estat de Nova York; i la més petita, la cascada del Vel de Núvia o Bridal Veil Falls. Malgrat que en conjunt no tenen una gran altura (51 m), comparades amb altres cascades de fama mundial, són molt amples i són les de més volum d'aigua de l'Amèrica del Nord.
Tot el conjunt es troba a una latitud de 43° N i una longitud de 79° W, entre l'estat de Nova York (Estats Units) i Ontario (Canadà). El cabal màxim d'aigua que porten és de 5.720 metres cúbics per segon. A l'estiu l'aprofitament hidroelèctric fa baixar el cabal a 2.832 metres cúbics per segon. Estan situades al riu Niàgara, el qual drena el llac Erie i el llac Ontario, i el cabal combinat dels tres salts d'aigua és el més alt de qualsevol altra cascada del món. La cascada de la Ferradura és la més potent de Nord-amèrica, mesurada per alçada vertical i per cabal. Les cascades del Niàgara es troben a 27 km al nord-nord-oest de Buffalo (Noya York) i a 121 km al sud-sud-est de Toronto (Canadà), entre les dues ciutats bessones de les cascades.

## Geologia
Les cascades del Niàgara es formaren quan les glaceres van retrocedir al final de la glaciació de Wisconsin (l'última edat de gel), i l'aigua de la nova formació dels Grans Llacs va anar tallant un camí a través de l'escarpa del Niàgara fins a arribar a l'oceà Atlàntic. La retirada de la capa de gel va deixar enrere una gran quantitat d’aigua de desglaç (vegeu llac Algonquin, llac Chicago, llac glacial Iroquois i mar de Champlain) que van omplir les conques que les glaceres havien tallat, creant així els Grans Llacs tal com els coneixem avui dia. Els científics afirmen que hi ha una antiga vall, St David's Buried Gorge, soterrada per la deriva glacial, a la ubicació aproximada de l'actual canal Welland.

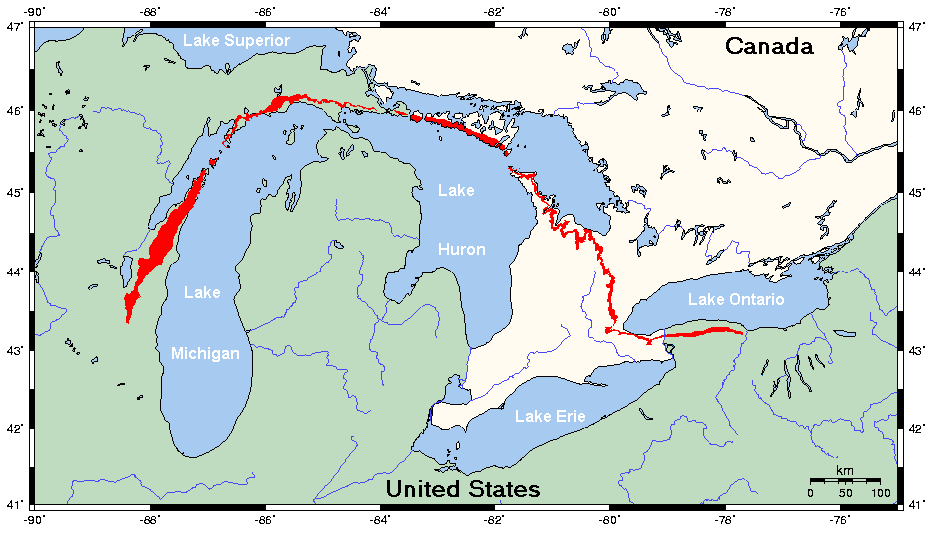
Escarpa del Niàgara (en vermell). Les cascades del Niàgara són al centre dret entre el llac Ontario i el llac Erie.

Quan el gel es va fondre, els Grans Llacs superiors van desembocar al riu Niàgara, que va seguir la topografia reordenada a través de l’escarpa del Niàgara. Amb el temps, el riu va tallar un congost a través del penya-segat orientat al nord, o cuesta. A causa de les interaccions de tres formacions rocoses principals, el llit rocós no es va erosionar de manera uniforme. La formació de caprock està composta per pedra calcària dura i resistent a l'erosió i dolomita de la Formació Lockport (Silúrià mitjà). Aquella dura capa de pedra es va erosionar més lentament que els materials subjacents. Immediatament per sota de la roca caprock hi ha la formació de Rochester més feble, més suau i inclinada (Silurià inferior). Aquesta formació es compon principalment de pissarra, encara que té algunes capes fines de pedra calcària. També conté fòssils antics. Amb el temps, el riu va erosionar la capa suau que suportava les capes dures, socavant la dura caprock, que va cedir en grans trossos. Aquest procés es va repetir innombrables vegades i finalment es va tallar les caigudes. Submergida al riu a la vall baixa, oculta a la vista, es troba la Formació Queenston (Ordovicià Superior), que està composta per esquists i gresos fins. Les tres formacions es van establir en un mar antic, les seves diferències de caràcter derivaven de les condicions canviants dins d'aquest mar.
Fa uns 10.900 anys, les cascades del Niàgara es trobaven entre l'actual Queenston, Ontario, i Lewiston, Nova York, però l'erosió de la cresta va fer que les cascades es retiressin aproximadament 6.8|mi km cap al sud. La forma de Horseshoe Falls ha canviat a través del procés d'erosió, evolucionant d'un petit arc a un revolt de ferradura fins a l'actual forma de V. Just aigües amunt de la ubicació actual de les cascades, Goat Island divideix el curs del riu Niàgara, donant lloc a la separació de les cascades Horseshoe a l'oest de les cascades American i Bridal Veil a l'est. L'enginyeria ha frenat l'erosió i la recessió.

## Situació actual
Des que varen ser descobertes pels colonitzadors europeus, s'han fet molt populars, no sols per la seva bellesa sinó també perquè són una font d'energia (hi ha el conjunt hidroelèctric més important d'Amèrica del Nord) i un desafiant projecte de conservació ambiental. Són un indret turístic que comparteixen les ciutats bessones anomenades Niagara Falls, l'una a l'estat estatunidenc de Nova York i l'altra a la província canadenca d'Ontario.
El turisme i l'intens desenvolupament industrial de la zona van fer que es construïssin grans infraestructures i, ja a partir de 1848, s'hi va poder passar a peu amb un pont. A final d'aquell segle es va construir un pont per al ferrocarril i, des del 1941, un altre per al pas d'automòbils.
L'aprofitament de l'energia elèctrica va començar el 1759 amb canals per al funcionament de molins serradors i, molt aviat, el 1853, per produir energia elèctrica.
Per tal de protegir el seu medi ambient, des del 1885 les autoritats del Canadà i dels Estats Units van comprar part de les terres adjacents i van emprendre una política de protecció del territori.

### El futur de les cascades
La taxa actual d'erosió és d'aproximadament 30|cm|ft|abbr=off|sp=us}} per any, per sota d'una mitjana històrica de 0.91 m per any. A aquest ritme, en uns 50.000 anys les cascades del Niàgara hauran erosionat els 32 km restants. al llac Erie, i les cascades deixaran d'existir.

### Esforços de conservació
A la dècada de 1870, els turistes tenien un accés limitat a les cascades del Niàgara i sovint havien de pagar per veure'ls, i la industrialització va amenaçar de tallar l'illa de la cabra per ampliar encara més el desenvolupament comercial. Altres invasions industrials i la manca d'accés públic van provocar un moviment de conservació als Estats Units conegut com Free Niagara, liderat per notables com l'artista Frederic Edwin Church de l'escola del riu Hudson, el paisatgista Frederick Law Olmsted i l'arquitecte Henry Hobson Richardson. Church es va acostar a Lord Dufferin, governador general del Canadà, amb una proposta de discussions internacionals sobre la creació d'un parc públic.

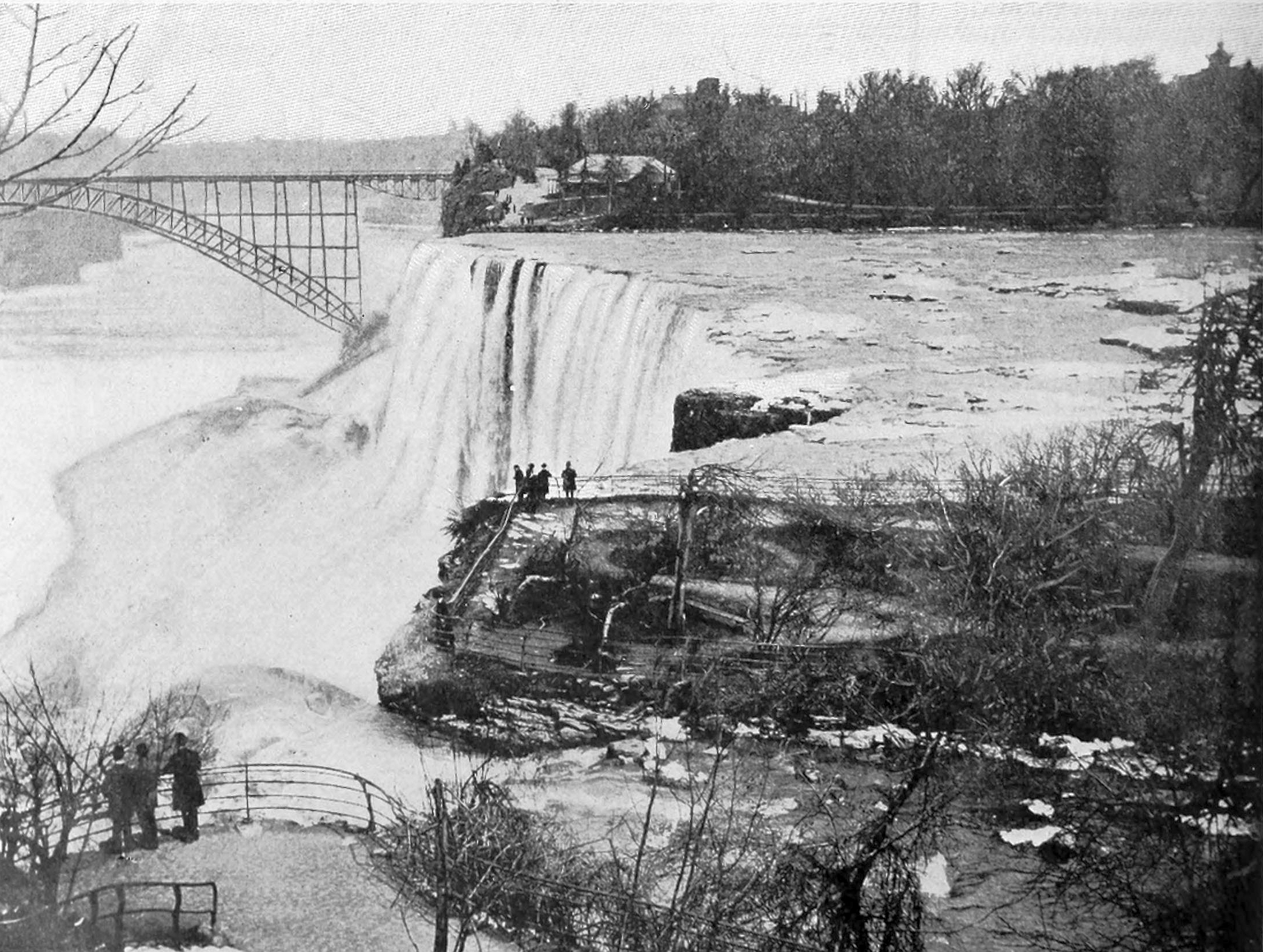
Danys pel vent i el gel a l'illa de la cabra, 1903

Goat Island va ser una de les inspiracions per al costat estatunidenc de l'esforç. William Dorsheimer, mogut per l'escena de l'illa, va portar Olmsted a Buffalo el 1868 per dissenyar un sistema de parcs urbà, que va ajudar a promoure la carrera d'Olmsted. L'any 1879, la legislatura de l'estat de Nova York va encarregar a Olmsted i James T. Gardner l'estudi de les cascades i la creació del document més important del moviment de preservació del Niàgara, un "Informe especial sobre la preservació de les cascades del Niàgara". L'informe va defensar la compra, la restauració i la preservació de l'estat mitjançant la propietat pública de les terres pintoresques que envolten les cascades del Niàgara. La restauració de l'antiga bellesa de les cascades es descriu a l'informe com una "obligació sagrada per a la humanitat". El 1883, el governador de Nova York, Grover Cleveland, va redactar una legislació que autoritzava l'adquisició de terres per a una reserva estatal a Niàgara, i l'Associació de les Cascades del Niàgara, un grup de ciutadans privats fundat el 1882, va organitzar una gran campanya d'escriptura de cartes i una campanya de peticions en suport del parc.. El professor Charles Eliot Norton i Olmsted es trobaven entre els líders de la campanya pública, mentre que el governador de Nova York, Alonzo Cornell, es va oposar.
Els esforços dels conservacionistes van ser recompensats el 30 d'abril de 1885, quan el governador David B. Hill va signar una legislació que creava la reserva del Niàgara, el primer parc estatal de Nova York. L'estat de Nova York va començar a comprar terrenys als promotors, sota la carta del Niagara Reservation State Park. El mateix any, la província d'Ontario va establir el parc Queen Victoria Niagara Falls amb el mateix propòsit. Al costat canadenc, la Comissió de Parcs del Niàgara regula l'ús del sòl al llarg de tot el curs del riu Niàgara, des del llac Erie fins al llac Ontario.
El 1887, Olmsted i Calvert Vaux van emetre un informe suplementari que detallava els plans per restaurar les cascades. La seva intenció era "restaurar i conservar l'entorn natural de les cascades del Niàgara, en lloc d'intentar afegir-hi res", i l'informe anticipava qüestions fonamentals, com ara com proporcionar accés sense destruir la bellesa de les cascades i com per restaurar paisatges naturals danyats per l'home. Van planificar un parc amb carreteres panoràmiques, camins i uns quants refugis dissenyats per protegir el paisatge alhora que permeten gaudir de les cascades a un gran nombre de visitants. Més tard es van afegir estàtues commemoratives, botigues, restaurants i una torre d'observació de vidre i metall de 1959. Els conservacionistes continuen esforçant-se per aconseguir un equilibri entre la visió idíl·lica d'Olmsted i la realitat de l'administració d'una atracció escènica popular.
Els esforços de conservació van continuar fins ben entrat el segle xx. J. Horace McFarland, el Sierra Club i el Appalachian Mountain Club van convèncer el Congrés dels Estats Units el 1906 perquè promulgués una legislació per preservar les cascades regulant les aigües del riu Niàgara. L'acte pretenia, en cooperació amb el govern canadenc, restringir el desviament de l'aigua, i el 1909 es va produir un tractat que limitava la quantitat total d'aigua desviada de les cascades per ambdues nacions a aproximadament 56.000 peus cúbics per segon (1.600 m 3 /s). Aquesta limitació va romandre vigent fins a 1950.

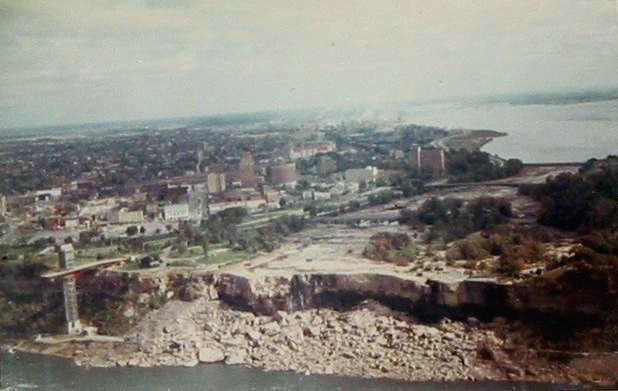
American Falls es va desviar durant els esforços de control de l'erosió el 1969

Els esforços de control de l'erosió sempre han estat importants. Els digues submarins redirigeixen els corrents més perjudicials, i la part superior de les cascades s'ha reforçat. El juny de 1969, el riu Niàgara es va desviar completament de American Falls durant uns quants mesos mitjançant la construcció d'una presa de roca i terra temporal. Durant aquest temps, es van treure dos cossos de sota les cascades, entre ells un home que havia estat vist saltant per sobre de les cascades, i el cos d'una dona, que va ser descobert un cop les caigudes es van assecar. Mentre que Horseshoe Falls absorbia el cabal addicional, el Cos d'Enginyers de l'Exèrcit dels Estats Units va estudiar el llit del riu i va cargolar i reforçar mecànicament les fallades que trobaven; falles que, si no es tractaven, haurien accelerat la retirada de American Falls. Un pla per eliminar l'enorme munt de talus dipositat el 1954 va ser abandonat a causa del cost, i el novembre de 1969, la presa temporal va ser dinamitada, restaurant el flux a American Falls. Fins i tot després d'aquestes empreses, Luna Island, el petit tros de terra entre les cascades americanes i Bridal Veil Falls, va romandre fora dels límits del públic durant anys a causa de la por que fos inestable i pogués col·lapsar-se al congost.
Els interessos comercials han continuat invadint els terrenys que envolten el parc estatal, inclosa la construcció d'uns quants edificis alts (la majoria d'ells hotels) al costat canadenc. El resultat és una important alteració i urbanització del paisatge. Un estudi va trobar que els edificis alts van canviar els patrons de la brisa i van augmentar el nombre de dies de boira de 29 per any a 68 per any, però un altre estudi va disputar aquesta idea.
El 2013, l'estat de Nova York va començar un esforç per renovar les illes Three Sisters ubicades al sud de l'illa Goat. Els fons es van utilitzar de la nova llicència de la central hidroelèctrica de la New York Power Authority riu avall a Lewiston, Nova York, per reconstruir camins a les illes Three Sisters i plantar vegetació autòctona a les illes. L'estat també va renovar l'àrea al voltant de Prospect Point a la vora de les cascades americanes al parc estatal.
La recessió de les cascades per motiu de l'erosió natural i per les estructures hidroelèctriques arriba fins a uns 3 metres l'any.

## Bibliografiа addicional
- Berton, Pierre (1992). Niagara: A History of the Falls. McClelland & Stewart. isbn=978-1-4384-2928-1
- Dubinsky, Karen (1999). The Second Greatest Disappointment: Honeymooning and Tourism at Niagara Falls. Between the Lines Books. isbn=9781896357232
- Grant, John and Ray Jones (2006). Niagara Falls: An Intimate Portrait. Globe Pequot Press. isbn=9780762740253
- Gromosiak, Paul and Christopher Stoianoff (2012). Niagara Falls: 1850-2000. Arcadia Publishing. isbn=9780738576954
- Holley, George Washington (1882). The Falls of Niagara and Other Famous Cataracts. Hodder and Stoughton.
- Macfarlane, Daniel (2020). Fixing Niagara Falls: Environment, Energy, and Engineers at the World's Most Famous Waterfall. UBC Press. isbn=9780774864237
- McGreevy, Patrick. University of Massachusetts Press. Imagining Niagara: The Meaning and Making of Niagara Falls, 1994. ISBN 9780870239168.
- Ginger Strand (2008). Inventing Niagara: Beauty, Power, and Lies. Simon and Schuster. isbn=9781416564812